# A megvetés (film)
A megvetés (eredeti cím: Le mépris) egy 1963-as olasz-francia koprodukcióban készült, francia újhullámos filmdráma, amelyet Jean-Luc Godard írt és rendezett Alberto Moravia 1954-es, azonos című olasz regénye alapján. A főbb szerepekben Brigitte Bardot, Michel Piccoli, Jack Palance, Fritz Lang és Giorgia Moll látható
.

## Cselekmény
Paul Javal (Michel Piccoli), a fiatal francia drámaíró, elfogadja Jerry Prokosch (Jack Palance) amerikai producer ajánlatát, hogy dolgozza át új filmje forgatókönyvét, amit Fritz Lang (Fritz Lang, önmaga), a híres német filmrendező fog rendezni az Odüsszeia történetéből.
Paul felesége, Camille Javal (Brigitte Bardot) csatlakozik férjéhez a projekt első napján a Cinecittàban. Ahogy az első megbeszélések befejeződnek, Prokosch meghívja a stábot a villájába, és felajánlja Camille-nak, hogy elviszi a kétüléses sportautójában. Camille Paulra néz, hogy visszautasítsa az ajánlatot, de a férfi beleegyezik, hogy a felesége a producerrel utazzon, miközben ő taxival megy utánuk. Paul csak 30 perccel később ér a villához és ezt azzal magyarázza, hogy egy közlekedési baleset miatt késett. Camille egyre nyugtalanabb, sőt, titokban kételkedik a férfi őszinteségében. Arra gyanakszik, hogy a férfi csak felhasználja őt, hogy megszilárdítsa a Prokoschhoz fűződő kapcsolatát. Kétségei csak fokozódnak, amikor látja, hogy Paul Prokosch tolmácsának és titkárnőjének, Francescanak (Giorgia Moll) fenekét tapogatja. Visszatérve a lakásukba, Paul és Camille megbeszélik a történteket, még vitatkoznak is, és Camille hirtelen bejelenti férjének, hogy már nem szereti őt és megvetést érez iránta.
Abban a reményben, hogy Camille szerelme újra fellángol, Paul meggyőzi őt, hogy fogadja el Prokosch meghívását, és csatlakozzon hozzájuk a capri-szigeteki forgatásra. Prokosch és Lang konfliktusba keveredik Homérosz művének helyes értelmezése miatt, amit a német rendező, a francia forgatókönyvíró és az amerikai producer közötti kommunikációs nehézségek csak tovább súlyosbítanak. Francesca tolmácsként közvetít minden beszélgetést. Amikor Paul Prokosch pártjára áll Langgal szemben, azt sugallva, hogy Odüsszeusz valójában felesége hűtlensége miatt hagyta el otthonát, Camille gyanúja férje szolgalelkűségéről beigazolódik. Camille szándékosan hagyja, hogy a férje meglássa, hogy Prokosch-sal csókolózik,  és az ezt követő szembesítés során arra utal, hogy Paul iránti tisztelete megvetésbe fordult, mert a férfi elcserélte őt a karrierjére. Paul ezt tagadja és felajánlja, hogy visszamondja a munkát, és elhagyja Caprit; a nő azonban nem gondolja meg magát, és a Prokosch-sal együtt Rómába utazik. Egy autóbaleset után, amelyben Camille és Prokosch életét veszti, Paul arra készül, hogy elhagyja Caprit és visszatérjen a színházba, míg Lang tovább dolgozik a filmen.

## Szereplők
| Szerep                   | Színész         | Magyar hang (1. szinkron, Magyar Televízió) | Magyar hang (2. szinkron, InterCom Zrt., 2005) | Magyar hang (3. szinkron, MTVA, 2020) |
| ------------------------ | --------------- | ------------------------------------------- | ---------------------------------------------- | ------------------------------------- |
| Camille Javal            | Brigitte Bardot | Németh Borbála                              | Németh Borbála                                 | Sallai Nóra                           |
| Paul Javal               | Michel Piccoli  | László Zsolt                                | Epres Attila                                   | Zöld Csaba                            |
| Jeremy Prokosch          | Jack Palance    | Vass Gábor                                  | Seder Gábor                                    |                                       |
| Francesca Vanini         | Giorgia Moll    | Juhász Judit                                | Haumann Petra                                  |                                       |
| Fritz Lang (önmaga)      | Fritz Lang      | Kun Vilmos                                  | Kristóf Tibor                                  |                                       |
| Lang rendezőasszisztense | Jean-Luc Godard |                                             |                                                |                                       |
| Szirén                   | Linda Veras     |                                             |                                                |                                       |
| Operatőr                 | Raoul Coutard   |                                             |                                                |                                       |

## Forgatás
Carlo Ponti olasz filmproducer felkereste Godardot, hogy egy lehetséges együttműködésről tárgyaljon és Godard Moravia Il disprezzo című regényének adaptációját javasolta, amelyben Kim Novakot és Frank Sinatrat gondolta főszereplőnek, ők azonban elutasították a szerepet. Ponti Sophia Lorent – aki korábbi és későbbi felesége is volt a híres producernek – és Marcello Mastroiannit javasolta, de ez az ötlet Godardnak nem tetszett. Anna Karina (ekkor már Godard volt felesége) később elárulta, hogy a rendező Rómába utazott, hogy megkérdezze Monica Vittit, vállalná-e a női főszerepet. Az olasz színésznő azonban állítólag egy órát késve jelent meg, és „úgy bámult ki az ablakon, mintha egyáltalán nem érdekelné.” Végül Bardot-ra esett a választás, mert a producer ragaszkodott hozzá, hogy az érzéki testének bemutatásával növelni lehetne a profitot. Ez adta a film nyitójelenetét. A jelenetet azután vették fel, hogy Godard a filmet befejezettnek tekintette, de az amerikai társproducerek ragaszkodtak Bardot meztelen fenekének mutatásához.
A film költségvetésének fele Bardot honoráriumára (kb. 500 000 dollár) ment el.
A forgatás Olaszországban zajlott, 1963. április 18. – 1963. június között.

## Kritikai visszhang
A Rotten Tomatoes kritika-gyűjtő weboldalon a film 92%-os tetszést aratott 65 kritika alapján, 8,6/10-es átlagpontszámmal.
Egy interjúban Martin Scorsese azt mondta: „Godard-ra és Antonionira úgy gondoltam, mint a mozi nagy modern vizuális művészeire – nagy színművészekre, akik úgy komponálták a képkockákat, ahogy a festők a vásznaikat. Még mindig így gondolom, de érzelmi szinten is kapcsolódom hozzájuk. És számomra A megvetés a korszak egyik legmeghatóbb filmje."  A megvetés filmzenéjének a főtémáját Scorsese a Casino című filmjében kétszer is felhasználta.

## Kulturális örökség
Antoine de Gaudemar francia újságíró 2009-ben egyórás dokumentumfilmet készített a Megvetésről, Il était une fois... Le Mépris (Egy film és a kora: Megvetés) címmel. Jacques Rozier korábbi dokumentumfilmjeiből, a Paparazzi (1963), a Le Parti des Choses (1964) és André S. Labarthe Le dinosaure et le bébé (1967) című filmjeiből származó felvételek felhasználásával.
Godard filmje 2012-ben a Sight & Sound magazin minden idők 100 legjobb filmje listáján a kritikusok szerint a 21., a rendezők szerint pedig a 44. helyen szerepelt.
A „Theme de Camille” című dalt, amelyet eredetileg A megvetéshez című filmhez komponáltak, az 1995-ös Casino című film zenéjeként is használták.
A film egyik állóképét a 2016-os cannes-i filmfesztivál hivatalos plakátjaként használták.
2018-ban a film a BBC 100 legjobb idegen nyelvű filmet tartalmazó listáján a 60. helyet foglalta el, amelyet 43 ország 209 filmkritikusa szavazott meg.
A Wall Street farkasa című filmben, mikor Belfort narrációjában először mutatja be Naomit, a lány hasonlóan pózol az ágyon, mint Brigitte Bardot „A megvetés” ominózus jeleneteiben.

## Fordítás
- Ez a szócikk részben vagy egészben  a   Contempt (film) című angol Wikipédia-szócikk fordításán alapul.  Az eredeti cikk szerkesztőit annak laptörténete sorolja fel. Ez a jelzés csupán a megfogalmazás eredetét és a szerzői jogokat jelzi, nem szolgál a cikkben szereplő információk forrásmegjelöléseként.